# Tryghed & Tristesse
Tryghed & Tristesse er et odenseansk pladeselskab, som har udgivet musik med Pluto, Munck/Johnson, De Må Være Belgiere, The Silent Section og End Of Your Garden. Pladeselskabets navn stammer fra en sang af Olesen-Olesen.